# Carles II amb armadura
Carles II amb armadura és una pintura a l'oli de 1681 del rei d'Espanya Carles II, realitzada pel pintor espanyol Juan Carreño de Miranda (1614-1685). El nombre d'artistes reials, sota control de Carles II, va fer que pogués estar en possessió d'una de les millors col·leccions d'Europa. Aquest quadre es trobava originalment en una sala de El Escorial, avui pertany al Museu del Prado de Madrid amb el nombre d'inventari P07101.

## Composició
El personatge és un retrat de cos sencer del jove Carles II de Castella amb el cavell llarg i vestit amb un equip militar en forma d'armadura, botes de muntar, l'espasa i el ceptre. L'armadura està decorada amb la creu de Borgonya i un brillant sol. Darrere del rei es pot veure una taula recolzada sobre lleons de bronze, damunt de la qual es troba un casc i un guant. En el fons, darrere d'una balaustrada, es veuen dos vaixells de guerra disparant canons.
Carles II va ser l'últim membre de la dinastia dels Habsburg que va regnar a Espanya, va néixer amb discapacitats físiques i mentals i va dependre de cuidadors durant tota la seva vida. L'artista va tenir una treball difícil per presentar al rei tant de forma idealitzada com alhora realista.
D'acord amb la datació de la imatge, el rei comptava amb 20 anys. Va ser en aquesta obra la primera vegada que va ser representat amb vestidures militars, les referències bèl·liques del fons del retrat, es refereixen a les guerres amb Lluís XIV de França. Els símbols dibuixats en l'armadura són els pertanyents a la qué va usar Felip II en la batalla de Sant Quintí (1557). Els exàmens realitzats en la pintura amb rajos X han mostrat, que sota la capa actual, hi ha un retrat del rei amb uns 10 anys.